# 이괄라

이괄라

이괄라(Iguala)는 멕시코 게레로주의 도시이다.